# Graphique de circulation
Vous pouvez aider à l'améliorer ou bien discuter des problèmes sur sa page de discussion.
- Il ne cite pas suffisamment ses sources. Vous pouvez indiquer les passages à sourcer avec {{référence nécessaire}} ou {{Référence souhaitée}}, et inclure les références utiles en les liant aux notes de bas de page. (Marqué depuis mai 2025)
- Son contenu est rédigé entièrement ou presque à partir d'une seule source. N'hésitez pas à modifier cet article pour améliorer sa vérifiabilité en apportant de nouvelles références dans des notes de bas de page. (Marqué depuis mai 2025)
- Son texte doit être wikifié : il ne correspond pas à la mise en forme Wikipédia (style, typographie, liens internes, liens entre les wikis, etc.). (Marqué depuis mai 2025)
- Il n’est pas rédigé dans un style encyclopédique. (Marqué depuis mai 2025)

- Archive Wikiwix
- Bing
- Cairn
- DuckDuckGo
- E. Universalis
- Gallica
- Google
- G. Books
- G. News
- G. Scholar
- Persée
- Qwant
- (zh) Baidu
- (ru) Yandex
- (wd) trouver des œuvres sur Wikidata

Dans le domaine ferroviaire, un graphique de circulation est un document espace-temps, qui traduit  graphiquement, sous forme de vecteur, la marche de chacun des trains sur une section de ligne donnée. Il est établi sur support papier ou dans les situations modernes, sur support informatique GAS (graphiquage automatique standard).

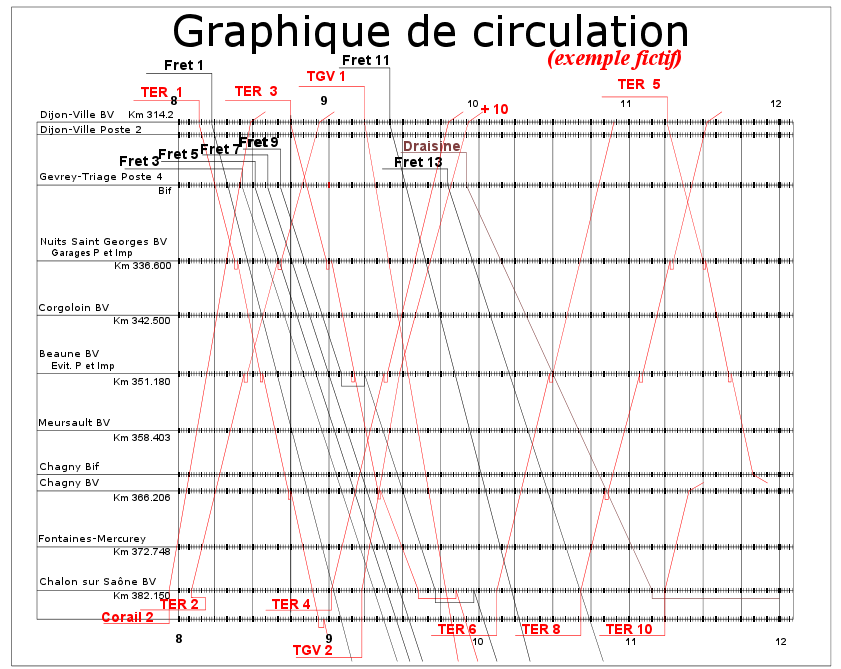
Ligne de Paris à Marseille
Section de ligne de Dijon à Chalon-sur-Saône. Un graphique de circulation (fictif)

Sur ce graphique, l'axe des abscisses indique le temps représenté par la graduation des minutes, et l'axe des ordonnées liste les différents lieux de passage, généralement les gares ou d'autres points remarquables, qui constituent les points d'enregistrement de l'heure des passages d'une circulation à un point donné.
Le vecteur tracé sur ce système de coordonnées, à l'aide les différentes informations reçues de temps et de lieu permet de localiser et de suivre la marche d'un train et par suite de l'ensemble des circulations des sens pair et impair d'une ligne.
La vue globale de l'ensemble des circulations de la section de ligne donnée par le graphique réel et la comparaison avec le graphique de circulation théorique permettent d'assurer la gestion de la ligne.
La mission de gestion de l'ensemble des circulations d'une ligne ou d'un axe est confiée à un agent appelé régulateur dont le poste de travail se situe principalement dans les postes de commandement (PC) mais qui peut aussi se trouver dans une gare.
Le graphique de circulation est établi chaque jour en temps réel. 
Le régulateur reçoit au moyen d'une liaison téléphonique spécialisée, de chacune des gares concernées, une information reprenant le numéro de la circulation, son heure de passage au droit du bâtiment voyageurs (BV) ou du poste d'aiguillage (Poste) de la gare et l'écart par rapport à la marche théorique (valeur de son retard en positif ou valeur de son avance en négatif). Cette information est donnée immédiatement après le passage du train ou immédiatement après son départ par l'agent de la gare.
Cette indication permet au régulateur d'établir le graphique réel en traçant le vecteur représentant la marche du train entre la gare précédente et la gare venant de donner l'information. À partir de cette indication graphique, le régulateur est mis à même de déduire, s'il y a respect ou non-respect de la marche théorique. Dans le cas où le régulateur s'aperçoit que la marche du train risque de perturber la marche d'un autre train suiveur, par exemple un train de voyageurs ou un train de fret prioritaire, il prend les mesures préventives qui s'imposent ; elles peuvent être le garage du train gênant à la gare suivante.
Dans ce cas, le régulateur donne l'ordre à la gare de X de garer le train Y pour laisser passer le nombre de trains qu'il juge nécessaire. Le train Y ne circule plus à son ordre, et cette information est communiquée par les soins du régulateur à toutes les gares concernées. Depuis l'application des directives européennes, la circulation primitivement en retard doit s'effacer devant les autres ceci en vue de la préservation des règles de concurrence entre opérateurs ferroviaires distincts[réf. souhaitée].
Dans les situations modernes, l'indication du passage des trains en temps réel est donnée automatiquement par un système normalisé de suivi des trains (SNST) constitué de modules système d'annonce automatique des trains (SAAT) répartis dans chaque gare et généralisé sur les grands axes. Ce système de suivi alimente la base nationale Bréhat de gestion (causes et conséquences) des retards. Cette base alimente elle-même la base de géolocalisation des trains. Par ailleurs, le système de Suivi des Trains alimente le système Infogare d'information de l'arrivée des trains aux voyageurs et peut aussi être couplé au système de commande et d'établissement des itinéraires. Dans ce cas, les itinéraires s'établissent automatiquement au moment approprié par une "demande de passage" de chaque train.

## Sources